# Barbara Tuchman
Barbara Wertheim Tuchman (New York, 30 gennaio 1912 – Greenwich, 6 febbraio 1989) è stata una scrittrice, giornalista e storica statunitense.
Autodidatta in discipline storiche, divenne famosa col suo libro I cannoni d'agosto, storia del preludio e dei primi mesi della prima guerra mondiale, per il quale vinse il prestigioso Premio Pulitzer.
Tuchman è stata un'autrice di libri storici a larga diffusione popolare; si occupò di periodi molto diversificati: dal Medioevo, al Rinascimento, fino ai tempi moderni, vendendo milioni di copie.

## Biografia
Tuchman era la figlia del banchiere Maurice Wertheim e nipote di Henry Morgenthau Sr., ambasciatore in Turchia sotto Woodrow Wilson. Si laureò al Radcliffe College nel 1933.
Sposò Lester R. Tuchman (n. 1904, m. 1997), internista e medico ricercatore, professore di medicina clinica al Mount Sinai School of Medicine, nel 1939, con cui ebbe tre figlie.
Dal 1934 al 1935 la Tuchman lavorò come assistente ricercatrice allo Institute of Pacific Relations a New York e Tokyo, per poi iniziare una carriera da giornalista e infine divenire scrittrice a tempo pieno. Tuchman fu assistente editoriale del quotidiano The Nation e corrispondente americana del New Statesman a Londra, nella sezione orientale e nell'ufficio informazioni belliche (1934-45).
Fu amministratrice fiduciaria del Radcliffe College e insegnante alla Harvard University, alla University of California e al Collegio Navale (U.S. Naval War College).

## La Legge di Tuchman
I disastri raramente sono così pervasivi come vengono presentati nei resoconti riportati. Il fatto di essere registrati e diffusi li fa sembrare continuativi e globali, mentre è più probabile che siano sporadici sia nel tempo sia nello spazio. Inoltre il persistere del normale è di solito più grande dell'effetto disturbante, come ben sappiamo dalla nostra esperienza attuale. Dopo aver assorbito le notizie del giorno, ci aspettiamo di affrontare un mondo pieno di scioperi, crimini, crisi energetiche, mancanza d'acqua, treni fermi, chiusura di scuole, scippi, drogati, neonazisti e stupratori. Il fatto è che uno se ne può tornare a casa la sera, in un giorno fortunato, senza esser incappato in più di uno o due di questi fenomeni.

## Premi
Vinse due volte il Premio Pulitzer per la saggistica, prima con il celebre I cannoni di Agosto (The Guns of August, 1962) nel 1963, e poi con Stilwell and the American Experience in China (1970) nel 1972.
Nel 1980 il National Endowment for the Humanities, agenzia governativa che supporta ricerca ed educazione pubblica nel campo delle discipline umanistiche, selezionò la Tuchman per l'annuale conferenza Jefferson Lecture, considerata la maggiore onorificenza del governo federale statunitense nel campo delle discipline umanistiche. La conferenza della Tuchman era intitolata Mankind's Better Moments ("I momenti migliori dell'umanità").

## Opere
- The Lost British Policy: Britain and Spain Since 1700 (1938): Gran Bretagna e Spagna dal 1700. Libro sulla politica britannica in Spagna e nel Mediterraneo occidentale.
- Bible and Sword: England and Palestine from the Bronze Age to Balfour (1956): opera sul coinvolgimento britannico in Palestina nel corso dei secoli.
- The Zimmermann Telegram: America Enters The War, 1917-1918 (1958): Il telegramma Zimmermann nel 1917 fu un incidente chiave che coinvolse la Germania di Guglielmo II ed il Messico e che contribuì a far entrare gli Stati Uniti nella prima guerra mondiale.
- The Guns of August (1962): descrive le decisioni e azioni militari che portarono alla prima guerra mondiale, inclusi i primi mesi del conflitto. Questa opera la rese nota internazionalmente. John F. Kennedy consigliò al Comitato Esecutivo del National Security Council di leggere questo libro durante i 13 giorni della crisi dei missili di Cuba con l'URSS.
- The Proud Tower: A Portrait of the World Before the War, 1890-1914 (1966): il libro copre il panorama di un'epoca di transizione: dall'esitante ascesa dell'Imperialismo Americano agli assassinii anarchici, dall'Affaire Dreyfus in Francia al socialismo e a al comunismo, all'ordine degli stati europei e nordamericani nel XIX secolo.
- Stilwell and the American Experience in China, 1911-1945 (1971): biografia di Joseph Stilwell.
- Notes from China (Note dalla Cina) (1972): un viaggio in Cina.
- A Distant Mirror: The Calamitous Fourteenth Century (1978), paralleli e contrasti storici tra il XIV secolo e l'Europa moderna.
- Practicing History. Selected Essays (1981): antologia di saggi, originalmente pubblicati tra il 1935 e 1981, sulla storiografia e sull'importanza della lettura storica.
- The March of Folly: From Troy to Vietnam (1984): Meditazione sui ricorsi storici di governi che seguono politiche chiaramente contrarie ai loro interessi. Si focalizza su Troia, i papi rinascimentali che provocarono il Protestantesimo, le politiche della Gran Bretagna che portarono alla perdita delle colonie americane, e l'operato statunitense durante la Guerra del Vietnam.
- The First Salute. A View of the American Revolution (1988): Prospettive sulla Rivoluzione Americana, il titolo si riferisce al famoso incidente della bandiera di Saint Eustatius del 16 novembre 1778.

### Edizioni italiane
- 1914. I cannoni d'agosto (The Guns of August, 1962), traduzione di Ugo Tolomei, Collana Memorie e Documenti, con 18 fotografie e 10 cartine, Milano, Garzanti, 1963,  p. 570. - Collana i Garzanti, Garzanti, 1973; Collana Tascabili. Saggi n.117, Bompiani, Milano, 1998, ISBN 978-88-45-23712-6; Collana I colibrì, Vicenza, Neri Pozza, 2023, ISBN 978-88-545-2218-3.
- Dall'Expo' a Sarajevo: il mondo agli esordi del XX secolo (The Proud Tower: A Portrait of the World before the War, 1890–1914, 1966), traduzione di Marilena Damiani, Collezione Le Scie, Milano, Mondadori, 1969,  p. 570.
  - Tramonto di un'Epoca. Dagli splendori della "Belle Epoque" al dramma di Sarajevo, nuova ed., trad. Marilena Damiani, 29 illustrazioni fuoritesto, Collezione Le Scie, Arnoldo Mondadori Editore, Milano, 1982, ISBN 978-88-04-21327-7, pp.565; col titolo Dall'EXPO a Sarajevo. La Belle Époque prima del baratro della Grande Guerra, 1895-1914, Bologna, Res Gestae, 2020, ISBN 978-88-669-7278-5.
- Uno specchio lontano. Un secolo di avventure e di calamità. Il Trecento (A Distant Mirror: The Calamitous Fourteenth Century, 1978), traduzione di Giovanna Paroni, Collezione Le Scie, Milano, Mondadori, 1979,  p. 774. - Milano, Club degli Editori, 1980; Collana Le palme, Mondadori, 1981; Collana Oscar Storia n.35, Mondadori, Milano, 1992-2000, ISBN 978-88-043-5653-0; Collana La Scala. Saggi, BUR, Milano, 1999, ISBN 978-88-17-11856-9, pp.765; Introduzione di Pier Luigi Vercesi, Collana I colibrì, Vicenza, Neri Pozza, 2020, ISBN 978-88-545-2150-6.
- La marcia della follia. Dalla guerra di Troia al Vietnam (The March of Folly: From Troy to Vietnam, 1984), traduzione di Alessandro Sarti, Collezione Le Scie, Milano, Mondadori, 1985,  p. 517. - Collana Tascabili. Saggi, Bompiani, Milano, 1999, ISBN 978-88-45-24359-2.

## Citazioni
- Wikiquote contiene citazioni di o su Barbara Tuchman
- Wikimedia Commons contiene immagini o altri file su Barbara Tuchman
- "I libri sono portatori di civiltà. Senza libri, la storia è silenziosa, la letteratura è muta, la scienza è inetta, il pensiero e la speculazione sono ad un punto morto. I libri sono i motori del cambiamento, le finestre sul mondo, i fari eretti nel mare del tempo".
- "I libri sono l'umanità stampata". Da The Book, 1980.
- "Non c'è nulla che mi faccia sentir male come la porta chiusa di una biblioteca". Sulla raccolta fondi per la New York Public Library, dal New Yorker, 21 aprile 1986.